# Old Kingdom
Old Kingdom (Abhorsen Trilogy na América do Norte,O Reino Antigo no Brasil e Trilogia Abhorsen em Portugal), é uma série de livros de fantasia escrito para jovens adultos, do autor australiano Garth Nix. Começou em 1995 com o romance Sabriel e continuou com os livros Lirael (2001) e Abhorsen (2003), em 2005 foi lançada a novela The Creature of the Case.

## Enredo
História de fantasia e aventura ambientada numa terra dividida entre a modernidade e as tradições mágicas por um enorme muro. De um lado, está a Terra dos Ancestrais, um lugar onde a razão e a tecnologia predominam; de outro, o Reino Antigo, onde vivem perigosas criaturas sobrenaturais e onde a magia impera. Neste lugar de equilíbrio frágil, apenas uma pessoa é designada para cruzar a barreira entre os dois mundos e evitar uma tragédia.